# Anton Schneider
Anton Rudolf Schneider (12. srpna 1841 Karlovy Vary – 12. března 1900 Kadaň), byl rakouský pedagog a politik německé národnosti z Čech, poslanec Českého zemského sněmu.

## Biografie
Byl činný coby zoolog, národohospodář a středoškolský pedagog. Měl titul doktora filozofie. Působil jako ředitel zemědělské školy v Kadani. Byl členem zemské zemědělské rady. V říjnu 1892 mu císař udělil Řád Františka Josefa (rytířský kříž).
V 70. letech se zapojil i do vysoké politiky. V zemských volbách v roce 1878 byl zvolen na Český zemský sněm, kde zastupoval kurii venkovských obcí, obvod Žatec, Chomutov, Postoloprty, Bastianperk, Podbořany. Mandát zde obhájil v zemských volbách v roce 1883. Rezignoval v roce 1884. Na sněmu ho nahradil Franz Tattermusch. Důvodem k rezignaci byla nedůvěra, která mu byla vyslovena sněmovním německým klubem pro jeho údajné odpadlictví od Německé pokrokové strany (tzv. Ústavní strana, liberálně a centralisticky orientovaná, odmítající federalistické aspirace neněmeckých etnik) a spojování se s feudály. Podílel se tehdy na vzniku nové politické strany, tzv. Rakouskoněmecká hospodářská strana (Wirtschaftspartei). V srpnu 1885 veřejně oznámil, že ovšem z této strany vystupuje.
Zemřel v březnu 1900 ve věku 59 let. Příčinou úmrtí byla mozková paralýza.